# Psomophis obtusus
Psomophis obtusus är en ormart som beskrevs av Cope 1864. Psomophis obtusus ingår i släktet Psomophis och familjen snokar. Inga underarter finns listade i Catalogue of Life.
Denna orm förekommer i södra Brasilien, södra Paraguay, Uruguay och norra Argentina. Habitatet utgörs av fuktiga delar av savannlandskapet Gran Chaco samt gräslandskapet Pampas. Psomophis obtusus har främst grodor som föda. Honor lägger ägg.
Beståndet hotas regionalt av landskapsförändringar. Hela populationen anses vara stabil. IUCN kategoriserar arten globalt som livskraftig.